# 杜希全
杜 希全（と きぜん、生年不詳 - 794年）は、唐代の軍人。本貫は京兆府醴泉県。

## 経歴
若くして従軍し、郭子儀の裨将となり、功を重ねて朔方軍節度使に上った。建中4年（783年）、涇原の兵が反乱を起こし、徳宗が奉天に避難すると、希全は部下を率いて塩州刺史の戴休顔や夏州刺史の時常春とともに徳宗の救援に赴いた。軍を漠谷に宿営させたが、朱泚の迎撃を受け、落石や大弩による攻撃にさらされ、多くの負傷者を出した。希全は退却して邠州に宿営した。功により検校戸部尚書・行在都知兵馬使の任を加えられた。興元元年（784年）、徳宗に従って梁州に移った。徳宗が長安に帰ると、希全は太子少師・検校尚書右僕射に転じた。霊州大都督・御史大夫・西受降城定遠軍天徳軍霊塩豊夏等州節度支度営田観察押蕃落等使を兼ね、余姚郡王に封じられた。
希全が霊州に赴くにあたって、『体要』八章を献上して、徳宗を諫めた。徳宗はこれに対して『君臣箴』を書いて賜った。ほどなく希全は朔方霊塩豊夏綏銀節度都統を兼ね、太子少師の任を加えられた。
希全は塩州の地を要害とみなしていたが、貞元3年（787年）に吐蕃との平涼の会盟が破約となった後、塩州城は吐蕃の手で破壊されてしまっていた。希全はこのままでは霊武・鄜坊が危ういとして、塩州城の修復を提議した。貞元9年（793年）、徳宗はこれを許可し、希全をはじめ渾瑊・張献甫・邢君牙・韓潭らに命じて35000人を出して塩州に向かわせ、塩州城を修復させた。城が完成すると、霊武・夏綏・河西の方面に吐蕃が侵入してくることはなくなった。
希全は長らく河西に駐屯し、晩年には勝手な振る舞いが多くなったが、徳宗はこれを寛恕していた。希全は豊州刺史の李景略を忌み嫌い、これを誣告して左遷させた。判官監察御史の李起がたびたび希全に逆らったため、希全はまたこれを誣告して殺させた。貞元10年（794年）1月、希全は死去した。司空の位を追贈された。

## 伝記資料
- 『旧唐書』巻144 列伝第94
- 『新唐書』巻156 列伝第81